# Сорока (притока Собу)
Соро́ка — річка в Україні, в межах Христинівської міської громади Черкаської області і Краснопільської сільської та Дашівської слищної громад Вінницької області. Ліва притока Собу (басейн Південного Бугу).

## Опис
Довжина річки 34 км, площа басейну 385 км². Долина трапецієподібна, нижче. Заплава двобічна, подекуди заболочена, завширшки до 500 м. Річище звивисте, розгалужене, завширшки від 1 м до 5—7 м. Похил річки 1,8 м/км. Споруджено багато ставків.

## Розташування
Сорока бере початок на схід від села Велика Севастянівка. Тече переважно на північний захід, у пригирловій частина — на південний захід. Впадає до Собу на південний захід від села Кам'яногірка, що на південь від смт Дашів.

## Галерея

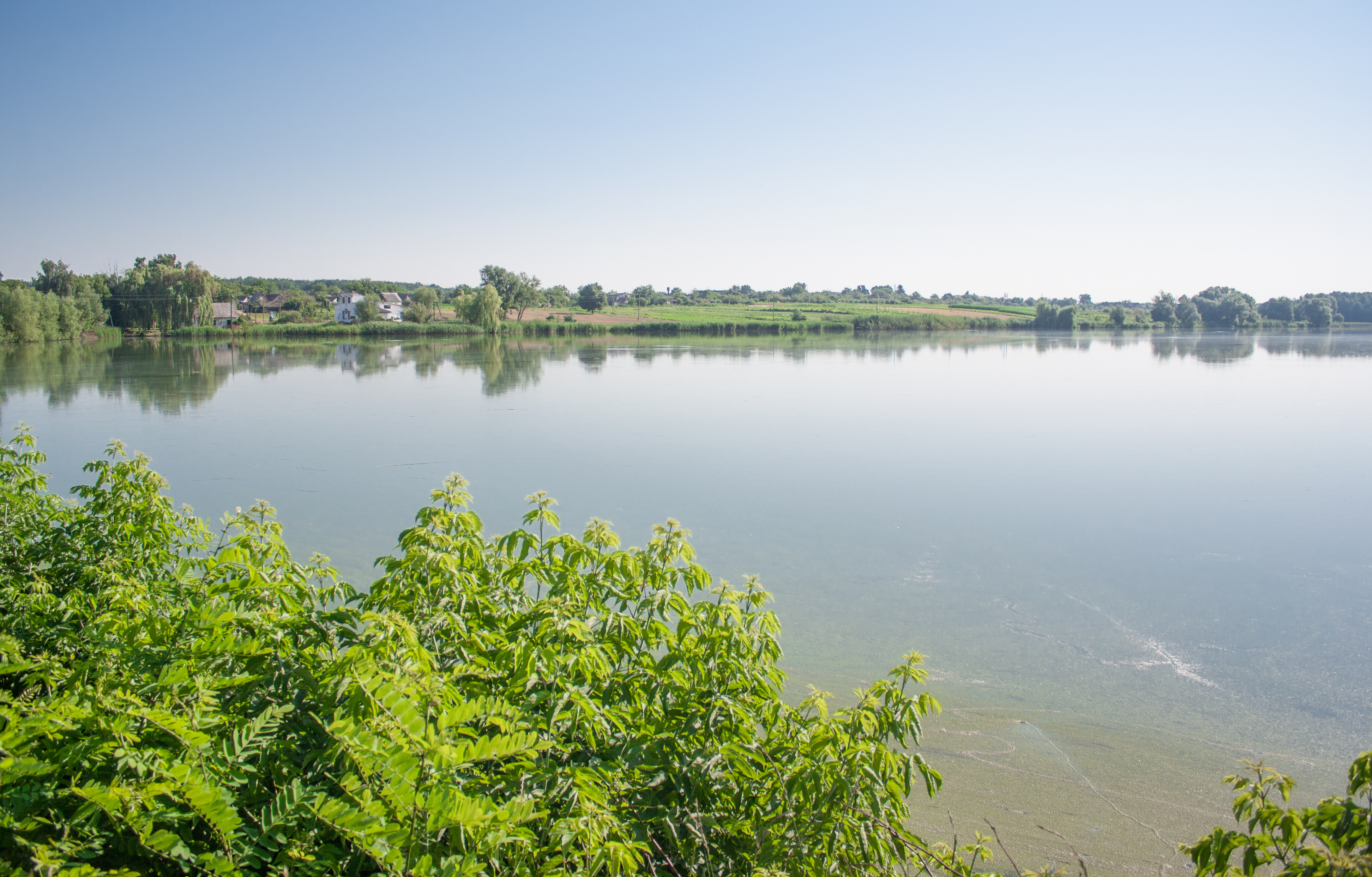
Ставок на річці в селі Велика Севастянівка
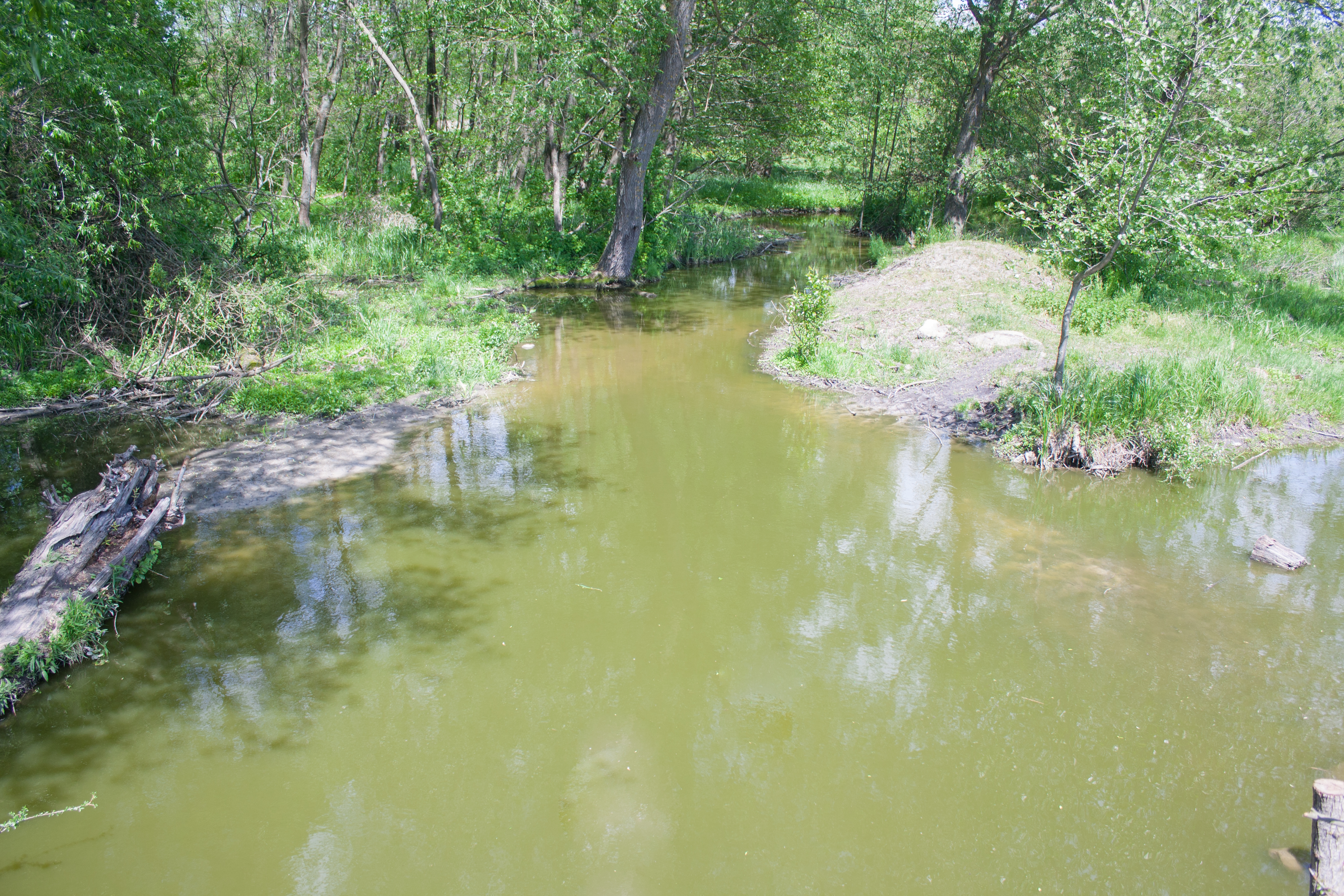
Річка в селі Нараївка
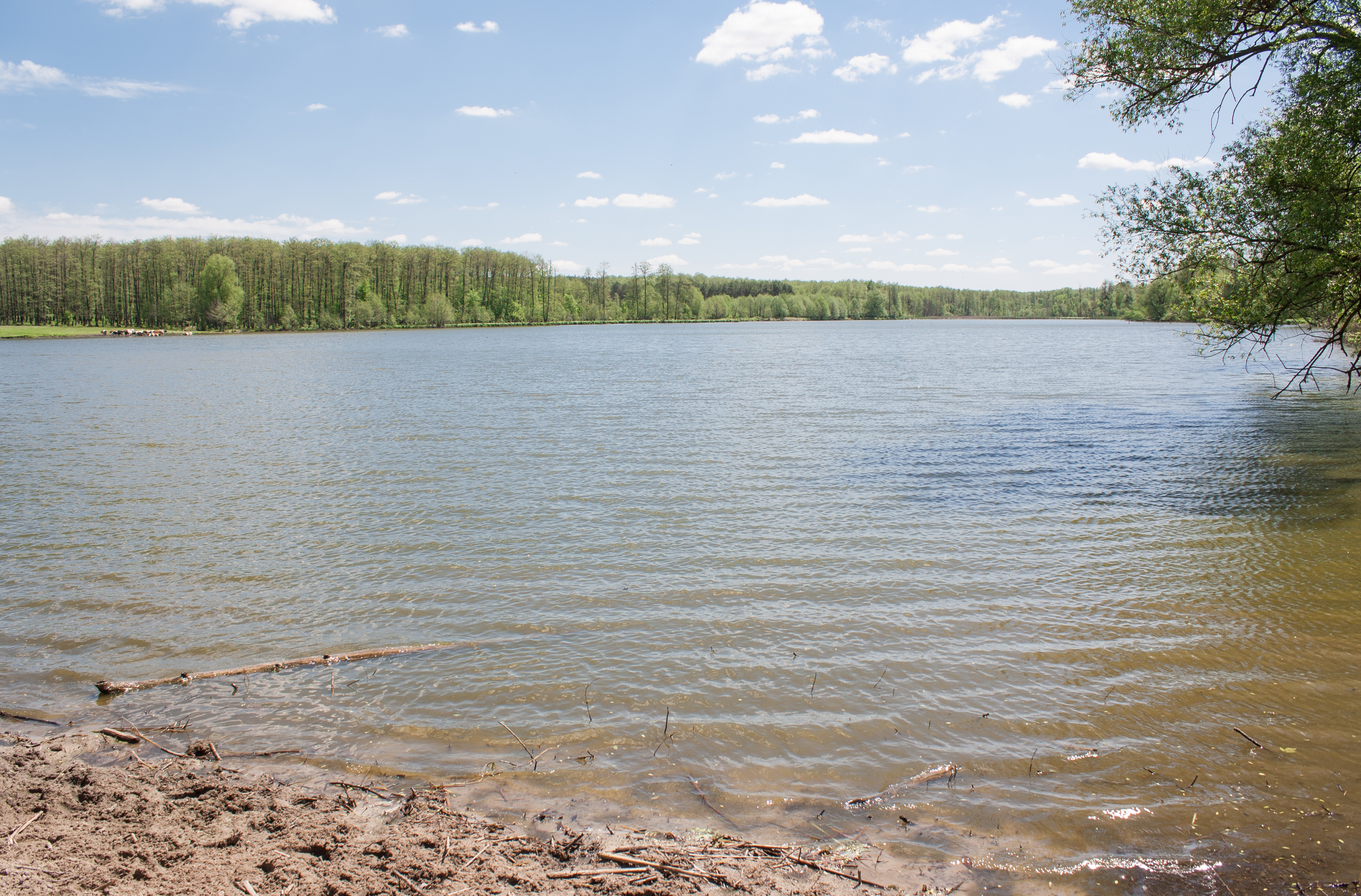
Ставок на річці в селі Нараївка
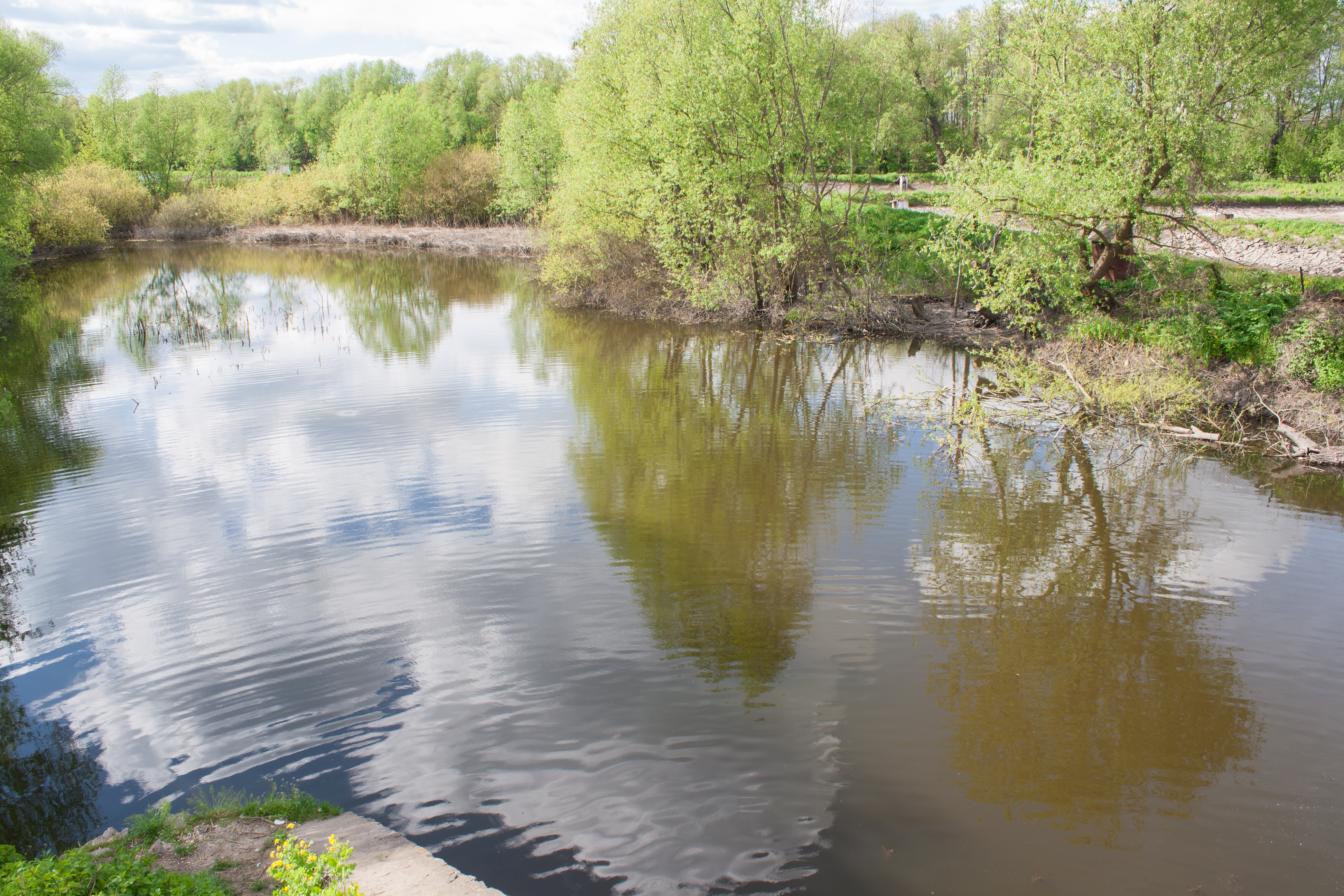
Річка в селі Леухи
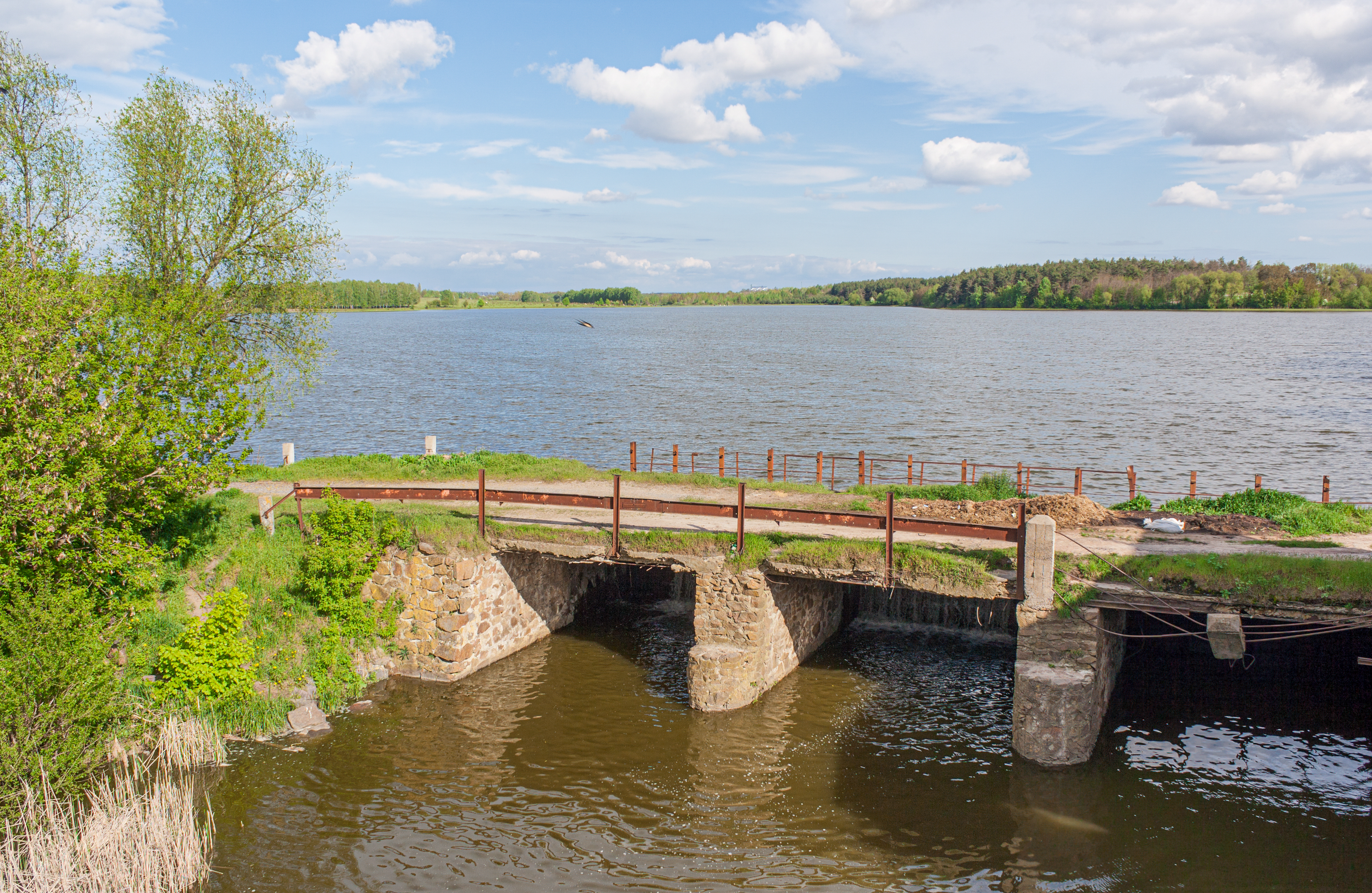
Річка в селі Слободище
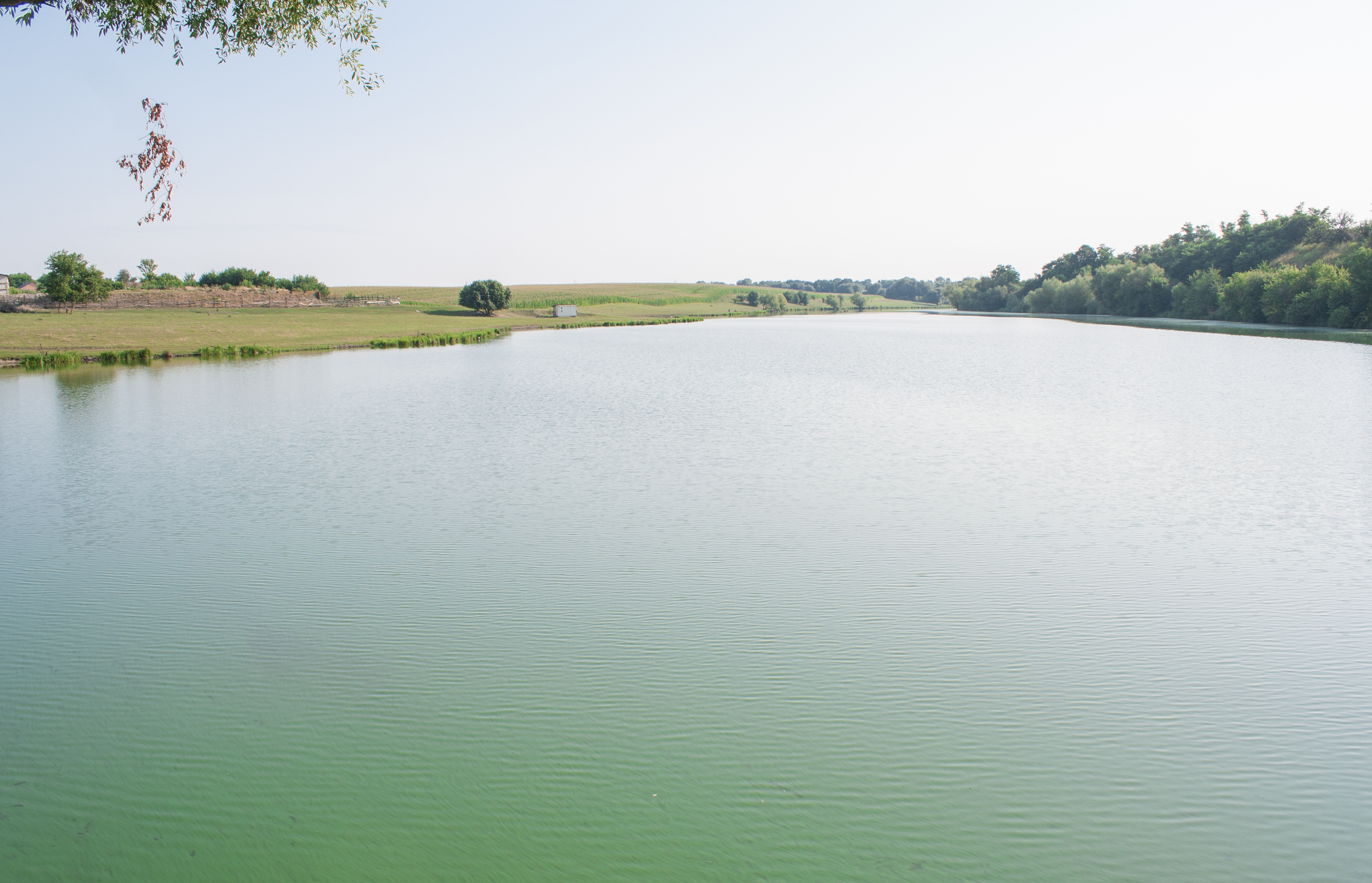
Річка в селі Чортория
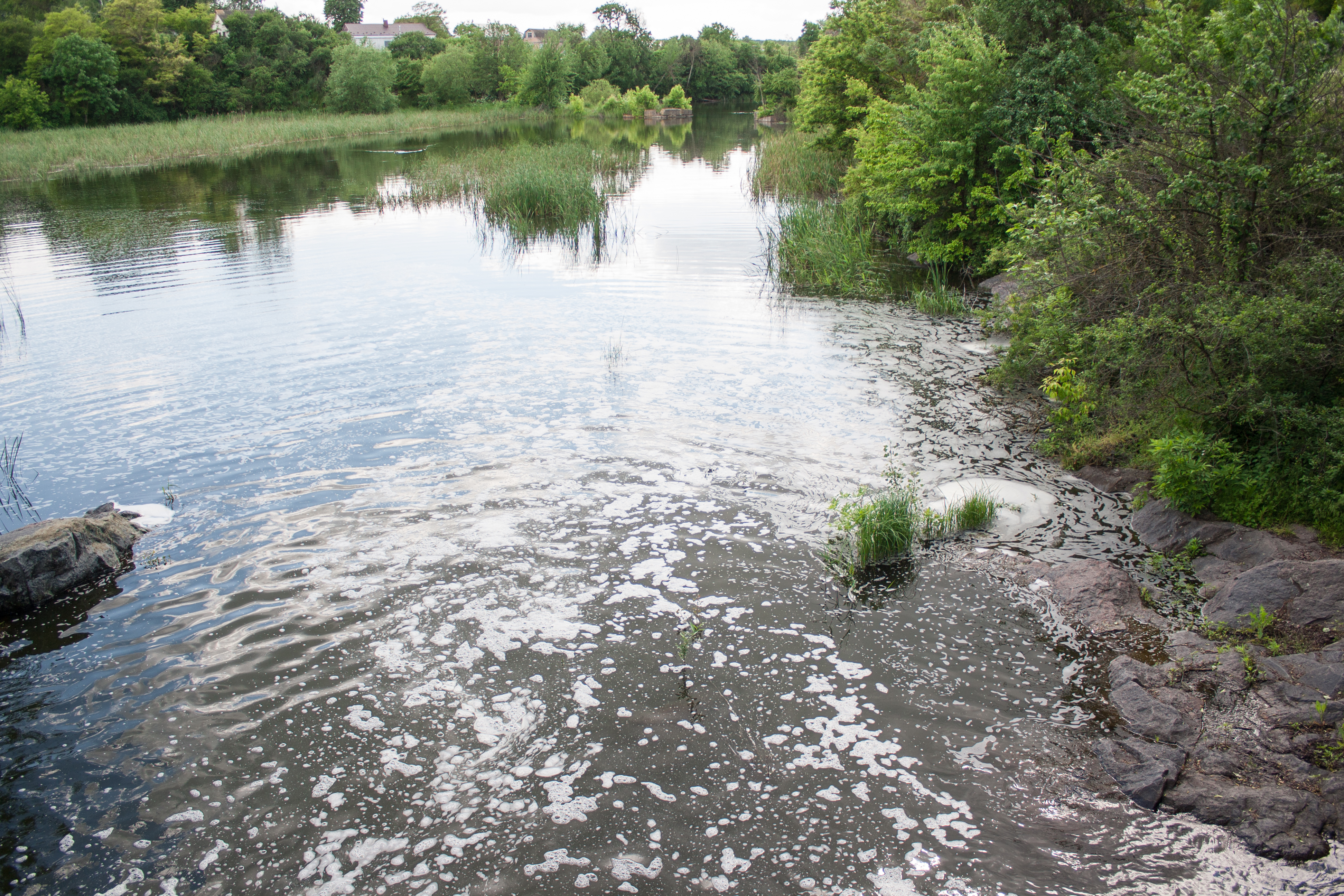
Річка в селі Городок
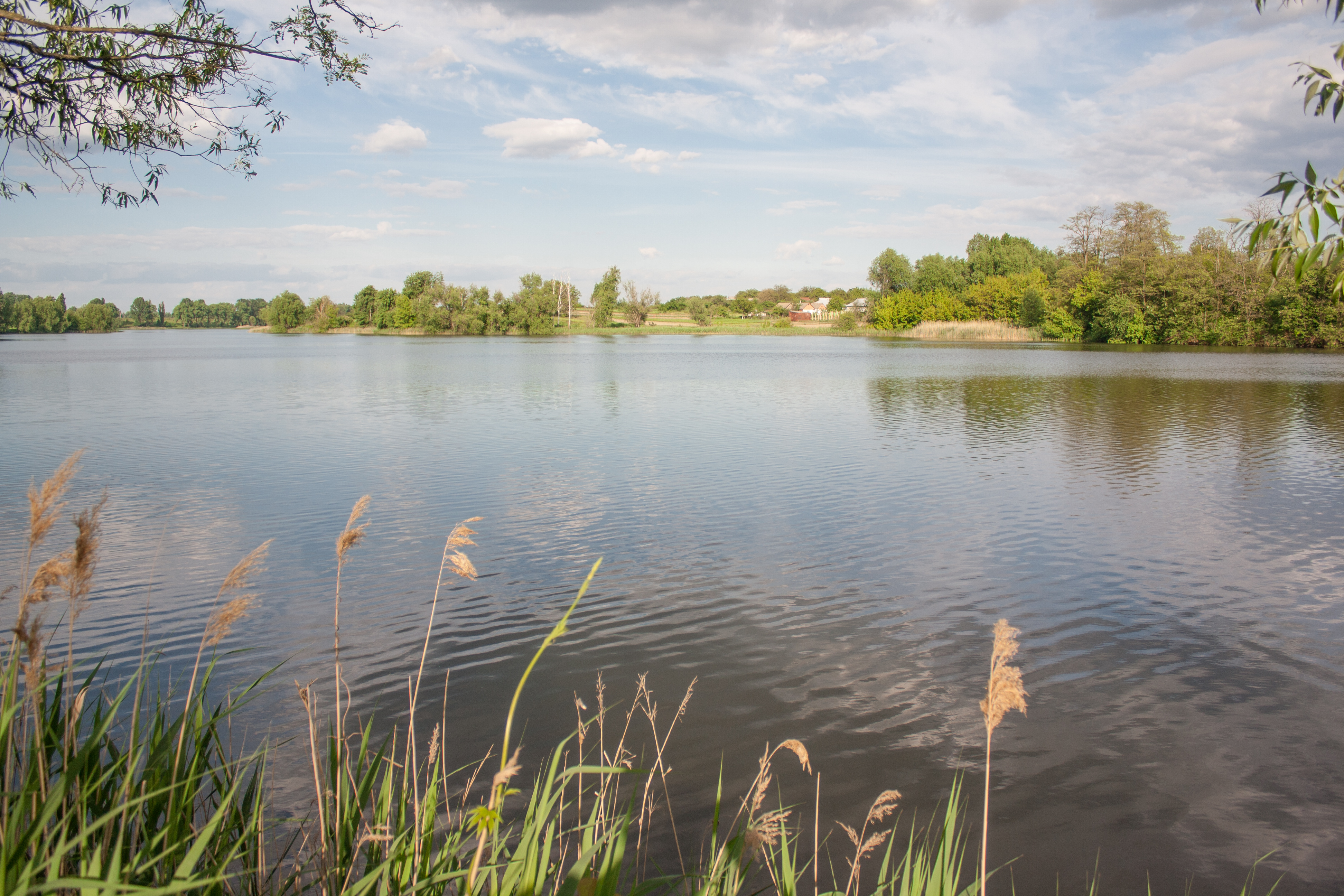
Ставок на річці в селі Китайгород
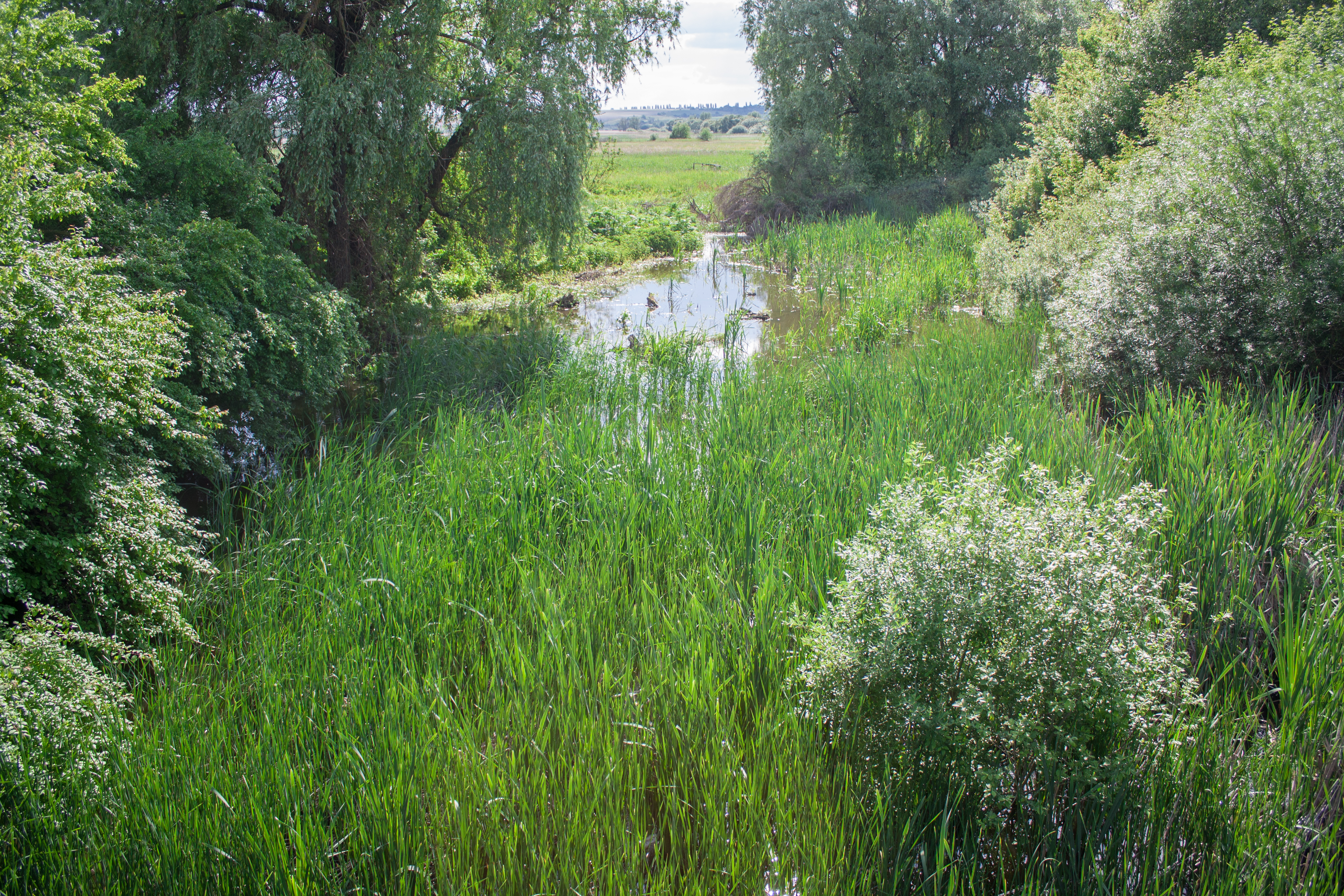
Річка в селі Кам'яногірка